# Friedrich Wilhelm von Bismarck
Friedrich Wilhelm Graf von Bismarck (28 de julio de 1783-18 de junio de 1860) fue un teniente general alemán, diplomático y escritor militar. Escribió varias obras político-militares e historias militares, que eran muy pro-Napoleón.

## Biografía
Nació en Windheim, Westfalia, en la rama renana de la línea de Schönhausener de la Casa de Bismarck. En 1796 ingresó en el servicio militar como corneta en el Ejército de Hannover y en 1803 fue trasladado al ejército de Nassau. En 1804 ingresó en la Legión Alemana del Rey, con la que luchó en el norte de Alemania en 1805. Tuvo que abandonarla en 1807 debido a un duelo, trasladándose para ser capitán de caballería en el Ejército de Wurtemberg. El 7 de septiembre de 1807 se casó con Augusta Amalia (1778-1846), una hija del Duque Federico Augusto de Nassau —ella había estado enamorada de él antes de su desdichado matrimonio con el Landgrave Luis Guillermo de Hesse-Homburg en 1804, que terminó en divorcio—.
Cuando Wurtemberg luchó como aliado de Napoleón en 1809, von Bismarck se distinguió a las órdenes de André Masséna, especialmente en la batalla cerca de Riedau el 1 de mayo de 1809. En 1812 tomó parte en todas las batallas libradas por el cuerpo de Michel Ney. En las batallas de Bautzen, cerca de Seifersdorf el 26 de mayo de 1813 y en Dennewitz el 6 de septiembre de 1813 comandó el 1.º Regimiento de Caballería Ligera. Finalmente fue capturado en la batalla de Leipzig. Cuando Wurtemberg cambió de bando para luchar contra Napoleón, fue puesto en el estado mayor general y en 1815 fue hecho comandante en jefe de las Provincias de la Corona. Al año siguiente fue hecho Graf (conde) y promovido a oberst y flugeladjutant.
Después del reinado de Guillermo I de Wurtemberg se le confió la reorganización la caballería del ejército, convirtiéndose en mayor general en 1819. Fue hecho miembro de la Kammer der Standesherren en los Estados de Wurtemberg, enviado extraordinario a la corte de Karlsruhe en 1820, y en los cinco años después embajador en el Reino de Prusia, en el Reino de Sajonia y en el Reino de Hannover. Fue promovido a teniente general en 1830 antes de retirarse finalmente en 1848, después de lo cual no volvió a aparecer en las listas para los Estados. Volvió a casarse el 5 de abril de 1848 con Amalie Julie Thibaut (4 de julio de 1824, Steinbach bei Baden-Baden - 6 de septiembre de 1918, Mariafeld am Zürichsee); con ella tuvo dos hijos:
- August Wilhelm Julius Graf von Bismarck (1849-1920), posteriormente oficial húsaro, criador de caballos, diseñador del 'Gut Lilienhof' en Breisgau; murió sin descendencia de tal modo que la línea se extinguió.
- Clara Gräfin von Bismarck (1851-1946), que posteriormente se casó con el general suizo Ulrich Wille (1848-1925)

Renunció a sus asiento en los Estados en 1853 por motivos de salud, retirándose a Konstanz. El futuro escritor Joseph Stoeckle (1844-1893) iba a la escuela en Konstanz sobre ese tiempo en el Großherzoglichen Lyceum, donde se unió en 1859 y 1860 al hijo de Federico, Augusto; permaneció cercano a la Casa de Bismarck y después escribió en sus memorias sobre Federico, usando recuerdos y escritos que ahora se han perdido.

## Honores
- Imperio francés: Legión de Honor, 1809 —investido personalmente por el propio Napoleón—
- Reino de Wurtemberg:[6]
  - Comandante de la Orden al Mérito Militar, 7 de septiembre de 1813
  - Gran Cruz de la Orden de Federico, 1830
  - Gran Cruz de la Corona de Wurtemberg, 1835
- Imperio ruso:
  - Caballero de San Jorge, 4.ª Clase, 13 de julio de 1815[7]
  - Orden de Santa Ana
- Reino de Baviera: Caballero de San Huberto, 1822[8]
- Dinamarca: Gran Cruz de Dannebrog, 13 de junio de 1828[9]
- Gran Ducado de Baden:[10]
  - Gran Cruz de la Orden de la Fidelidad, 1833
  - Gran Cruz del León de Zähringen, 1833
- Imperio austríaco:[11]
  - Caballero de la Corona de Hierro, 3.ª Clase
  - Caballero de la Orden imperial de Leopoldo
- Reino de Prusia:
  - Orden del Águila Roja
  - Caballero de la Orden de San Juan
- Electorado de Hesse: Caballero de la Pour la Vertu Militaire

## Obras
- Felddienst der Reyterei. Karlsruhe 1820.
- System der Reuterei. Berlin & Posen 1822.
- Schützensystem der Reuterei. Stuttgart 1824.
- Vorlesungen über die Taktik der Reuterei. Elemente der Bewegungskunst eines Reuter-Regiments. Karlsruhe 1819, 2. Aufl. ebd. 1826.
- Reuterbibliothek (6 Bde.). Karlsruhe 1825–1831.
- Ideentaktik der Reuterei. Karlsruhe 1829.
- Aufzeichnungen. Karlsruhe 1847.